# Søren Steen
Søren Steen (* 22. August 1942 in Kopenhagen) ist ein dänischer Film- und Theaterschauspieler.

## Leben
Søren Steen absolvierte von 1968 bis 1971 an der Staatlichen Theaterschule in Kopenhagen seine Schauspielausbildung. Er unternahm danach eine Studienreise durch andere Länder und war unter anderem in Helsinki, Göteborg und London. Danach hatte er einige Engagements an verschiedenen Theatern. Seine erste Mitwirkung in Film- und Fernsehen hatte er 1969 in einer Nebenrolle als Journalist in der Filmkomödie Mig og min lillebror og Bølle und 1970 in dem Western Vier tolle Jungs der Prärie als Cowboy. Daraufhin hatte er mehrere Auftritte, hauptsächlich in Nebenrollen, bei vielen dänischen Filmen und Fernsehserien. So wirkte er mit in den Fernsehserien Oh, diese Mieter!, SK-917 har nettopp landet.., Gøngehøvdingen, Bryggeren, TAXA und Privatdetektiv Anthonsen. Auch in drei Filmen der Olsenbande-Reihe wirkte er in verschiedenen Nebenrollen mit. Seinen letzten Auftritt hatte Steen im Jahr 2006 in Der verlorene Schatz der Tempelritter. Nebenbei war Steen auch als Theaterschauspieler unter anderem am Königlichen Theater Kopenhagen oder am Aalborg-Theater tätig.
Zudem war Steen auch als Synchronsprecher in einigen Zeichentrickfilmen und Animationsfilmen tätig. So auch in der dänischen Sprechrolle im Film Draculas Ring zu der deutsch-tschechische Zeichentrickserie Die Ketchup-Vampire und im dänischen Zeichentrickfilm Prins Piwi.

## Filmografie
- 1969: Mig og min lillebror og Bølle
- 1970: Vier tolle Jungs der Prärie (Præriens skrappe drenge)
- 1971: Hovedjægerne
- 1972: Motorvej på sengekanten
- 1972: Ein Draht im Kopf (The Happiness Cage)
- 1974: Pigen og drømmeslottet
- 1974: Prins Piwi (Zeichentrickfilm, Sprechrolle)
- 1975: Die Olsenbande stellt die Weichen (Olsen-banden på sporet)
- 1994: Per
- 1976: Hjerter er trumf (Filmdrama)
- 1976–1977: Oh, diese Mieter! (Huset på Christianshavn) (Fernsehserie, Folgen: 67 und 80)
- 1976: Blind makker
- 1978: Firmaskovturen
- 1979: Die Olsenbande ergibt sich nie (Olsen-banden overgiver sig aldrig)
- 1980: Attentat (Krimi)
- 1980: Undskyld vi er her
- 1981: Die Olsenbande fliegt über alle Berge (Olsen-banden over alle bjerge)
- 1981: Jeppe på bjerget (Spielfilm)
- 1982: SK-917 har nettopp landet… (Miniserie)
- 1984: Kopenhagen – mitten in der Nacht (Midt om natten)
- 1984: Privatdetektiv Anthonsen (Anthonsen) (Fernsehserie)
- 1988: Elvis Hansen – en samfundshjælper (Fernsehfilm)
- 1988: Guldregn
- 1989: Christian (Spielfilm)
- 1990: Oliver und Olivia - Zwei freche Spatzen (Fuglekrigen i Kanøfleskoven)
- 1992: Gøngehøvdingen (Fernsehserie)
- 1994: Der Bund der furchtlosen Spione (Frække Frida og de frygtløse spioner)
- 1994: Hospital der Geister I (Riget I)
- 1995–1996: Landsbyen (dänische Fernsehserie)
- 1996: En fri mand (dänische Fernsehserie)
- 1997: TAXA (dänische Fernsehserie)
- 1997: Bryggeren (dänische Miniserie)
- 1997: Kaos i opgangen (dänische Fernsehserie)
- 2001: Code of Conduct (Kurzfilm)
- 2001: Hotellet (dänische Fernsehserie)
- 2002: Arsenik og gamle kniplinger (Fernsehfilm)
- 2004: Forsvar (dänische Fernsehserie)
- 2006: Der verlorene Schatz der Tempelritter (Tempelriddernes skat)